# Boltîșka, Krînîcikî
Boltîșka (în ucraineană Болтишка) este localitatea de reședință a comunei Boltîșka din raionul Krînîcikî, regiunea Dnipropetrovsk, Ucraina.

## Demografie
Componența lingvistică a localității Boltîșka
     Ucraineană (93,1%)
     Rusă (4,1%)
     Alte limbi (0,19%)
Conform recensământului din 2001, majoritatea populației localității Boltîșka era vorbitoare de ucraineană (93,1%), existând în minoritate și vorbitori de rusă (4,1%) și armeană (2,43%).

## Legături externe
- pl Bołtyszka în Dicționarul geografic al Regatului Poloniei și al altor țări slave, volum I (Aa — Dereneczna) anul 1880

- pl Bołtyszka în Dicționarul geografic al Regatului Poloniei și al altor țări slave, volum XV, p. 1 (Abablewo — Januszowo) 1900